# Cola attiensis
Cola attiensis é uma espécie de angiospérmica da família Sterculiaceae.
Apenas pode ser encontrada na Costa do Marfim.